# Hazel Chu

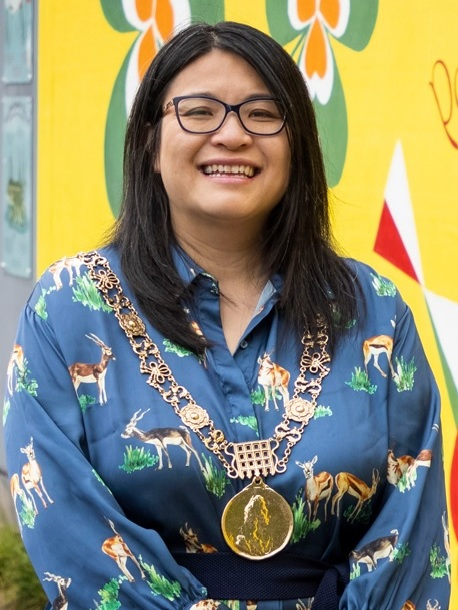
Hazel Chu (2021)

Hazel Chu (* 3. November 1980 in Dublin, Irland) ist eine irische Politikerin der Green Party. Sie war von 2020 bis 2021 Lord Mayor of Dublin.

## Biografie
Hazel Chus Eltern kamen in den 1970er Jahren aus den Vororten von Hongkong nach Irland und lernten sich hier kennen. Sie selbst wuchs in Dublin, Celbridge, Glenageary und im Dubliner Stadtteil Chapelizod auf. Sie studierte am University College Dublin (UCD) Geschichte und Politikwissenschaften. Im Anschluss daran absolvierte sie die Ausbildung und legte die Rechtsanwaltsprüfung am King’s Inns 2007 ab. 2011 erwarb sie einen Master im Marketing am UCD. Sie arbeitete für unterschiedliche Unternehmen, zuletzt bei Diageo.
2014 unterstützte sie Patrick Costello bei der Wahl zum Dublin City Council. 2021 heiratete sie ihn, beide haben eine gemeinsame Tochter.
2019 wurde sie in den Dublin City Council gewählt.
Schon 2016 war sie der Green Party beigetreten. Von 2019 bis 2021 war sie Generalsekretärin bzw. Cathaoirleach der Partei. Als sie für die Wahlen zum Seanad Éireann 2022 antreten wollte, gelang es einigen Vorstandsmitgliedern ein Misstrauensvotum gegen Hazel Chu durchzusetzen.
Am 29. Juni 2020 wurde sie zum Lord Mayor of Dublin in der Nachfolge Tom Brabazons gewählt. Ihre Nachfolgerin wurde am 29. Juni Alison Gilliland. Bei den Wahlen zum Dáil Éireann 2024 trat sie für die Green Party im Wahlkreis Dublin Bay South an. Sie scheiterte jedoch. Auch bei den Wahlen 2025 zum Seanad Éireann war sie ohne Erfolg.